# Eric Detlev
Eric Detlev (* 26. Januar 1976 in Hamburg) ist ein deutscher Basketballtrainer und -funktionär.

## Werdegang
Detlev spielte Basketball beim Hamburger Verein SV Lurup, mit 16 Jahren übernahm er erste Trainertätigkeiten. Als solcher war er später auch beim SC Rist Wedel sowie beim Hamburger Basketball-Verband beschäftigt.
Von 2001 bis 2012 war Detlev Mitarbeiter der Dragons Rhöndorf, betreute Jugendmannschaften (darunter die U19-Mannschaft in der Nachwuchs-Basketball-Bundesliga) sowie die zweite Herrenmannschaft (2. Regionalliga) als Trainer, war unter Berthold Bisselik, dann unter Klaus Perwas und schließlich unter Olaf Stolz des Weiteren Co-Trainer der Herrenmannschaft in der 2. Bundesliga, hatte das Amt des Individualtrainers sowie zeitweilig auch die sportliche Leitung der Nachwuchsarbeit inne. 2009 wurde Detlev Rhöndorfs Cheftrainer. Er führte die Mannschaft in der Saison 2009/10 zum Meistertitel in der 2. Bundesliga ProB und wurde in der Liga als Trainer des Jahres ausgezeichnet. Anschließend betreute er die Rhöndorfer in der 2. Bundesliga ProA, die nach dem Rückzug ihres Hauptgeldgebers fortan wirtschaftlich große Abstriche machen mussten und 2011 den sportlichen Klassenerhalt in der zweithöchsten deutschen Spielklasse verfehlten. 2011/12 war Detlev mit der Mannschaft wieder in der 2. Bundesliga ProB vertreten.
2012 trat er eine Stelle beim Bundesligisten Skyliners Frankfurt an, wurde Trainer der zweiten Frankfurter Mannschaft in der 2. Bundesliga ProB sowie Assistenztrainer der Bundesligamannschaft. Diese Aufgaben übte er bis 2017 aus. 2018 wurde Detlev Trainer der TG Würzburg (2. Bundesliga ProB) und übernahm die Leitung der Talententwicklung im Rahmen der Nachwuchsarbeit des Würzburger Erstligisten, s.Oliver Würzburg. 2020 beendete Detlev die Zusammenarbeit mit den Würzburgern.
Im Sommer 2021 ging er zum Bundesligisten Crailsheim Merlins und wurde Co-Trainer von Sebastian Gleim, mit dem er auch in Frankfurt zusammengearbeitet hatte. 2022 wechselte Detlev als Sportdirektor zum Zweitligisten Tigers Tübingen. Detlev wurde in Tübingen ebenfalls als Trainer in der Jugendarbeit tätig. In seiner Amtszeit als Tübinger Sportdirektor wurde 2023 der Bundesliga-Aufstieg geschafft. 2024 folgte der Abstieg aus der ersten Liga Deutschlands. Mitte März 2025 übernahm er bis zum Ende der Saison 2024/25 zusätzlich das Traineramt in Tübingen. Er führte die Mannschaft im Frühling 2025 ins ProA-Viertelfinale, danach widmete er sich wieder vollkommen seiner Aufgabe als Sportdirektor.